# Virginie Lauer
Virginie Lauer, né le 4 novembre 1970, est une joueuse de pétanque française. 

## Clubs
- ?-? : US Château-Arnoux-Saint-Auban (Alpes-de-Haute-Provence)
- ?-? : Nilvange Stade (Moselle)
- ?- : Rosselange (Moselle)

## Palmarès

### Séniors

#### Championnats de France
Championne de France
- Doublette mixte 1995 (avec Camille Bermond)[2] : US Château-Arnoux-Saint-Auban

Finaliste
- Doublette 2002 (avec Pascale Lucas)[3] : Nilvange Stade

#### Mondial La Marseillaise
Vainqueur
- 2006 (avec Martine Sarda et Muriel Scuderi)[4]
- 2007 (avec Fabienne Chapus et Muriel Scuderi)[5]